# Jim Long
James "Jim" Long (London, Ontario, 28 mei 1968) is een darter uit Canada die uitkomt voor de Professional Darts Corporation. 

## Carrière
Long wist zich in 2018 te kwalificeren voor het PDC World Darts Championship 2019 als de hoogst gerangschikte Canadese speler op de CDC Pro Tour. In de eerste ronde kwam hij uit tegen Mickey Mansell. Long won de wedstrijd met 3-1. In de volgende ronde ging Long met 2-3 onderuit tegen Benito van de Pas. Later dat jaar vertegenwoordigde Long Canada op de World Cup of Darts, samen met Dawson Murschell. Ze wonnen de eerste ronde van Italië (Andrea Micheletti en Stefano Tomassetti) met 5-3, de tweede ronde van vijfde reekshoofd Australië (Simon Whitlock en Kyle Anderson met 2-0. In de kwartfinale verloren de Canadezen met 2-1 van Nederland (Michael van Gerwen en Jermaine Wattimena).
Via een kwalificatietoernooi plaatste Long zich voor het World Seniors Darts Championship 2024. Long won de eerste ronde van zijn landgenoot en twaalfde reekshoofd David Cameron met 3-1. In de tweede ronde won hij met 3-0 van vijfde reekshoofd en voormalig drievoudig BDO-wereldkampioen Martin Adams. In de kwartfinale ging Long met 3-2 voorbij Paul Hogan, waarop hij in de halve finale werd uitgeschakeld door de uiteindelijke wereldkampioen John Henderson met 1-3.
Long wist zich via de CDC Pro Tour 2024 te kwalificeren voor het PDC World Darts Championship 2025. James Hurrell was in de eerste ronde te sterk. 
In januari 2025 wist Long op de laatste finaledag van de Q-School een Tour Card te behalen door de finale te winnen. Hierdoor verzekerde hij zich voor twee jaar toegang tot het professionele circuit. Samen met Matt Campbell kwam Long op de World Cup of Darts uit voor Canada. Het koppel verloor in de groepsfase van de duo's uit Maleisië en Denemarken.

## Resultaten op Wereldkampioenschappen

### PDC
- 2019: Laatste 64 (verloren van Benito van de Pas met 2-3)
- 2025: Laatste 96 (verloren van James Hurrell met 0-3)

### WSDT (Senioren)
- 2024: Halve finale (verloren van John Henderson met 1-3)